# Ed Carpenter Racing
Ed Carpenter Racing (ECR) – amerykański zespół wyścigowy uczestniczący w IndyCar Series. Zespół jest własnością Eda Carpentera, który również jeździ w barwach zespołu. ECR jest również jedynym zespołem w IndyCar Series, którego właścicielem jest startujący w wyścigach zawodnik. Siedziba zespołu znajduje się w Indianapolis. Zawodnikami zespołu są Ed Carpenter, Mike Conway i J. R. Hildebrand. 16 sierpnia 2014 roku został połączony z Sarah Fisher Hartman Racing, tym stając się CFH Racing.

## Historia
Po trwającej pięć sezonów współpracy z Vision Racing oraz współpracy z Sarah Fisher Hartman Racing podczas IndyCar Series 2011, 2 listopada 2011 roku Ed Carpenter zapowiedział stworzenie Ed Carpenter Racing. Zespół rozpoczął uczestnictwo w IndyCar Series w 2012 roku ze sponsoringiem Fuzzy's Premium Vodka na trzy sezony. Wśród przyczyn powstania zespołu były obawy przed zakończeniem współpracy Sarah Fisher Hartman Racing z Dollar General. Współwłaścicielami zespołu są twórca IndyCar i ojczym Carpentera Tony George oraz były golfista Fuzzy Zoeller. Dyrektorem generalnym zespołu został Derrick Walker, były członek zespołu Penske Racing; Tim Broyles i Bret Schmitt zostali mianowani odpowiednio kierownikiem zespołu i szefem załogi.
13 lutego 2012 roku zapowiedziano, że zespół będzie używał silników Chevroleta. Zespół zwyciężył pod koniec sezonu 2012 w wyścigu MAVTV 500 na torze Auto Club Speedway, gdzie pierwsze miejsce zajął Ed Carpenter. W 2013 roku, w wyścigu Indianapolis 500 Carpenter startował z pole position. W IndyCar Series 2012 Carpenter zajął 16. miejsce pod względem liczby punktów, jednak zdobył najlepszy czas na torze Auto Club Speedway.
W sezonie 2014 IndyCar Series Carpenter startował w wyścigach na torze owalnym, natomiast Mike Conway uczestniczył w wyścigach ulicznych. 20 marca J. R. Hildebrand startował z zawodnikami Ed Carpenter Racing w wyścigu 2014 Indianapolis 500 z numerem 21. W tym samym roku Conway wygrał zawody Grand Prix of Long Beach, a Carpenter drugi rok z rzędu startował z pole position w zawodach Indianapolis 500, które wywalczył ze średnią prędkością 370 989 km/h. Niestety w trakcie głównego wyścigu zderzył się z Jamesem Hinchcliffem, kończąc wyścig na 27. pozycji. W późniejszej fazie sezonu Carpenter wygrał wyścig Firestone 600 na torze Texas Motor Speedway.
16 sierpnia 2014 roku Carpenter ogłosił, że w sezonie 2015 zespół połączy się z Sarah Fisher Hartman Racing, tym stając się CFH Racing.

## Wyniki IndyCar Series
| Legenda oznaczeń w tabelach wyników Wyświetl szablon na nowej stronie | Legenda oznaczeń w tabelach wyników Wyświetl szablon na nowej stronie                                                                     |
| Oznaczenie                                                            | Wyjaśnienie |
| --------------------------------------------------------------------- | --- |
| Złoty                                                                 | Zwycięzca lub mistrzostwo |
| Srebrny                                                               | 2. miejsce lub wicemistrzostwo |
| Brązowy                                                               | 3. miejsce lub II wicemistrzostwo |
| Zielony                                                               | Ukończył, punktował (w klasyfikacji generalnej, gdy zdobył co najmniej jeden punkt na przestrzeni sezonu, poza trzema powyższymi opcjami) |
| Niebieski                                                             | Ukończył, nie punktował (w klasyfikacji generalnej, gdy nie zdobył co najmniej jednego punktu na przestrzeni sezonu)                      |
| Czerwony                                                              | Nie zakwalifikował się (NZ) |
| Czerwony                                                              | Nie prekwalifikował się (NPK) |
| Różowy                                                                | Nie ukończył (NU) |
| Różowy                                                                | Niesklasyfikowany (NS) (w klasyfikacji generalnej, gdy nie został sklasyfikowany w żadnym wyścigu sezonu)                                 |
| Czarny                                                                | Zdyskwalifikowany (DK) |
| Czarny                                                                | Wykluczony (WYK/EX) |
| Biały                                                                 | Nie wystartował (NW) |
| Biały                                                                 | Kontuzjowany (K/INJ) |
| Biały                                                                 | Wyścig odwołany (OD/C) |
| Bez koloru                                                            | Został wycofany (WYC/WD) |
| Bez koloru                                                            | Nie przybył (NP/DNA) |
| Bez koloru                                                            | Nie brał udziału w treningach (NT/DNP) |
| Bez koloru                                                            | Nie został zgłoszony (–) |
| Pogrubienie                                                           | Start z pole position |
| Kursywa                                                               | Najszybsze okrążenie wyścigu |
| †                                                                     | Nie ukończył, ale jego rezultat został zaliczony ze względu na przejechanie więcej niż 90% dystansu wyścigu.                              |
| *                                                                     | Sezon w trakcie |
| 1/2/3                                                                 | Punktowana pozycja w sprincie kwalifikacyjnym                                                                                             |
| Lista systemów punktacji Formuły 1                                    | |

| Rok  | Nadwozie     | Silnik                | Zawodnicy        | Nr | 1   | 2   | 3   | 4   | 5    | 6   | 7   | 8   | 9   | 10  | 11  | 12  | 13  | 14  | 15  | 16  | 17  | 18  | 19  |
| ---- | ------------ | --------------------- | ---------------- | -- | --- | --- | --- | --- | ---- | --- | --- | --- | --- | --- | --- | --- | --- | --- | --- | --- | --- | --- | --- |
| 2012 | Dallara DW12 | Chevrolet IndyCar V6t |                  |    | STP | ALA | LBH | SAO | INDY | DET | TEX | MIL | IOW | TOR | EDM | MDO | SNM | BAL | FON |     |     |     |     |
| 2012 | Dallara DW12 | Chevrolet IndyCar V6t | Ed Carpenter     | 20 | 18  | 22  | 14  | 21  | 21   | 12  | 12  | 8   | 8   | 18  | 22  | 22  | 20  | 25  | 1*  |     |     |     |     |
| 2013 | Dallara DW12 | Chevrolet IndyCar V6t |                  |    | STP | ALA | LBH | SAO | INDY | DET | DET | TXS | MIL | IOW | POC | TOR | TOR | MDO | SNM | BAL | HOU | HOU | FON |
| 2013 | Dallara DW12 | Chevrolet IndyCar V6t | Ed Carpenter     | 20 | 14  | 22  | 18  | 23  | 10*  | 18  | 15  | 4   | 14  | 4   | 9   | 13  | 22  | 20  | 19  | 14  | 23  | 22  | 2   |
| 2014 | Dallara DW12 | Chevrolet IndyCar V6t |                  |    | STP | LBH | ALA | IMS | INDY | DET | DET | TXS | HOU | HOU | POC | IOW | TOR | TOR | MDO | MIL | SNM | FON |     |
| 2014 | Dallara DW12 | Chevrolet IndyCar V6t | Mike Conway      | 20 | 16  | 1   | 14  | 19  |      | 21  | 11  |     | 17  | 13  |     |     | 15  | 1   | 13  |     | 14  |     |     |
| 2014 | Dallara DW12 | Chevrolet IndyCar V6t | Ed Carpenter     | 20 |     |     |     |     | 27   |     |     | 1   |     |     | 13  | 5   |     |     |     | 9   |     | 3   |     |
| 2014 | Dallara DW12 | Chevrolet IndyCar V6t | J. R. Hildebrand | 21 |     |     |     |     | 10   |     |     |     |     |     |     |     |     |     |     |     |     |     |     |